# Paraclinus sini
Paraclinus sini е вид лъчеперка от семейство Labrisomidae.

## Разпространение
Видът е разпространен в Мексико.